# Kriegelberg
Der Kriegelberg ist ein 395 Meter hoher Berg im Spessart im bayerischen Landkreis Aschaffenburg. Er gehört zum Höhenzug Hahnenkamm.

## Geographie
Der Kriegelberg liegt auf der Gemarkung von Hörstein oberhalb von Hemsbach, südöstlich des Hahnenkamm-Hauptgipfels. Wegen seiner geringen Dominanz (210 m) und Schartenhöhe (9 m) kann er als dessen Nebengipfel angesehen werden. Die Gemeindegrenze zwischen Alzenau und Mömbris verläuft etwa 170 m unterhalb des Kriegelberges am Ortsrand von Hemsbach. Seine Westhänge fallen steil zum Vockenbach ab, östlich wird er vom Tal des Hemsbaches begrenzt. Im Süden geht der Kriegelberg flach in Richtung Stempelhöhe über. In der Scharte zwischen Hahnenkamm und Kriegelberg verläuft der Fränkische Marienweg.